# 佩列亚斯拉夫王公列表
佩列亚斯拉夫是位于今乌克兰境内的一座古老的城市。在中世纪，这里是古罗斯国家的一个重要的封建公国。
佩列亚斯拉夫公国的产生与智者雅罗斯拉夫大公去世后其三个儿子瓜分领土有关。雅罗斯拉夫第4子弗谢沃洛德一世·雅罗斯拉维奇是佩列亚斯拉夫的第一位王公。

## 历代王公
- 弗谢沃洛德·雅罗斯拉维奇 1054年 - 1073年
- 罗斯季斯拉夫·弗谢沃洛多维奇 1078年 - 1093年
- 弗拉基米尔·莫诺马赫 1094年 - 1113年
- 斯维亚托斯拉夫·弗拉基米罗维奇 1113年 - 1114年
- 亚罗波尔克·弗拉基米罗维奇 1114年 - 1132年
- 伊贾斯拉夫·姆斯季斯拉维奇 1132年
- 维亚切斯拉夫·弗拉基米罗维奇 1132年 - 1134年
- 尤里·多尔戈鲁基 1135年
- 安德烈·弗拉基米罗维奇 1135年 - 1141年
- 维亚切斯拉夫·弗拉基米罗维奇 1142年
- 伊贾斯拉夫·姆斯季斯拉维奇 1142年 - 1146年
- 姆斯季斯拉夫·伊贾斯拉维奇 1146年 - 1149年
- 罗斯季斯拉夫·尤里耶维奇 1149年 - 1150年
- 姆斯季斯拉夫·伊贾斯拉维奇 1151年 - 1155年
- 格列布·尤里耶维奇 1155年 - 1169年
- 弗拉基米尔·格列波维奇 1169年 - 1187年
- 雅罗斯拉夫·姆斯季斯拉维奇 1187年 - 1199年
- 雅罗斯拉夫·弗谢沃洛多维奇 1201年 - 1206年
- 米哈伊尔·弗谢沃洛多维奇 1206年
- 弗拉基米尔·留里科维奇 1206年 - 1213年
- 弗拉基米尔·弗谢沃洛多维奇 1213年 - 1215年
- 弗谢沃洛德·康斯坦丁诺维奇 1227年
- 斯维亚托斯拉夫·弗谢沃洛多维奇 1228年 - 1238年 
  - 1238年，佩列亚斯拉夫变成了一个封建共和国。